# ギャリン・チェッキーニ
ギャリン・チェッキーニ（Garin Cecchini, 1991年4月20日 - ）は、アメリカ合衆国・ルイジアナ州レイクチャールズ出身の元プロ野球選手（内野手）。右投左打。
実弟は同じくプロ野球選手のギャビン・チェッキーニ。

## 経歴

### プロ入りとレッドソックス時代
2010年のMLBドラフト4巡目（全体143位）でボストン・レッドソックスから指名され、8月16日に契約。
2011年、傘下のA-級ローウェル・スピナーズでプロデビュー。32試合に出場し、打率.298・3本塁打・23打点・12盗塁の成績を残した。
2012年はA級グリーンビル・ドライブで118試合に出場し、打率.305・4本塁打・62打点・51盗塁の成績を残した。
2013年はA+級セイラム・レッドソックスで63試合に出場し、打率.350・5本塁打・33打点・15盗塁と活躍。6月にAA級ポートランド・シードッグスへ昇格。66試合に出場し、打率.296・2本塁打・28打点・8盗塁だった。オフの11月20日にレッドソックスとメジャー契約を結び、40人枠入りを果たした。
2014年3月7日にレッドソックスと1年契約に合意。3月13日にAAA級ポータケット・レッドソックスへ異動し、そのまま開幕を迎えた。開幕後はAAA級ポータケットで50試合に出場して打率.278・1本塁打・21打点・6盗塁と結果を残し、6月1日にメジャーへ昇格した。同日のタンパベイ・レイズ戦でメジャーデビュー。4回表に二塁手のダスティン・ペドロイアが退場となったため、三塁手のジョナサン・ヘレーラが二塁に就き、チェッキーニは三塁の守備に就いた。7回表の2打席目には、フアン・オビエドからメジャー初安打となる1点二塁打を放った。この日は2打数1安打1三振だった。翌2日にAAA級ポータケットへ降格。17日に再びメジャーへ昇格したが、出場機会のないまま20日に再びAAA級ポータケットへ降格した。
2015年は、一塁手と指名打者で各1試合に出場しただけに留まった。12月4日に戦力外となった。

### ブルワーズ傘下時代
2015年12月10日に金銭トレードで、ミルウォーキー・ブルワーズへ移籍した。
2016年は開幕からマイナーオプションでAAA級コロラドスプリングス・スカイソックスでプレーし、126試合に出場して打率.271・5本塁打・52打点・13盗塁の成績を残した。10月28日に40人枠外、11月7日にFAとなった。

### ロイヤルズ傘下時代
2016年12月20日にカンザスシティ・ロイヤルズとマイナー契約を結び、2017年のスプリングトレーニングに招待選手として参加することになった。
2017年はAAA級オマハ・ストームチェイサーズで89試合に出場し、打率.266、4本塁打、33打点の成績を残したが、メジャー昇格の機会はなく、11月6日にFAとなった。

## 詳細情報

### 年度別打撃成績
| 年 度    | 球 団    | 試 合 | 打 席 | 打 数 | 得 点 | 安 打 | 二 塁 打 | 三 塁 打 | 本 塁 打 | 塁 打 | 打 点 | 盗 塁 | 盗 塁 死 | 犠 打 | 犠 飛 | 四 球 | 敬 遠 | 死 球 | 三 振 | 併 殺 打 | 打 率 | 出 塁 率 | 長 打 率 | O P S |
| -------- | -------- | ----- | ----- | ----- | ----- | ----- | -------- | -------- | -------- | ----- | ----- | ----- | -------- | ----- | ----- | ----- | ----- | ----- | ----- | -------- | ----- | -------- | -------- | ----- |
| 2014     | BOS      | 11    | 36    | 31    | 6     | 8     | 3        | 0        | 1        | 14    | 4     | 0     | 0        | 0     | 0     | 3     | 0     | 2     | 11    | 0        | .258  | .361     | .452     | .813  |
| 2015     | BOS      | 2     | 4     | 4     | 0     | 0     | 0        | 0        | 0        | 0     | 0     | 0     | 0        | 0     | 0     | 0     | 0     | 0     | 3     | 0        | .000  | .000     | .000     | .000  |
| MLB：2年 | MLB：2年 | 13    | 40    | 35    | 6     | 8     | 3        | 0        | 1        | 14    | 4     | 0     | 0        | 0     | 0     | 3     | 0     | 2     | 14    | 0        | .229  | .325     | .400     | .725  |

### 年度別守備成績
| 年 度 | 球 団 | 一塁（1B） | 一塁（1B） | 一塁（1B） | 一塁（1B） | 一塁（1B） | 一塁（1B） | 三塁（3B） | 三塁（3B） | 三塁（3B） | 三塁（3B） | 三塁（3B） | 三塁（3B） |
| 年 度 | 球 団 | 試 合      | 刺 殺      | 補 殺      | 失 策      | 併 殺      | 守 備 率   | 試 合      | 刺 殺      | 補 殺      | 失 策      | 併 殺      | 守 備 率   |
| ----- | ----- | ---------- | ---------- | ---------- | ---------- | ---------- | ---------- | ---------- | ---------- | ---------- | ---------- | ---------- | ---------- |
| 2014  | BOS   | -          | -          | -          | -          | -          | -          | 9          | 7          | 13         | 1          | 2          | .952       |
| 2015  | BOS   | 1          | 4          | 1          | 0          | 1          | 1.000      | -          | -          | -          | -          | -          | -          |
| 通算  | 通算  | 1          | 4          | 1          | 0          | 1          | 1.000      | 9          | 7          | 13         | 1          | 2          | .952       |

### 背番号
- 70（2014年）
- 29（2015年）